# Gustavo Loyola
Gustavo Loyola Vásquez (Casablanca, 16 de julio de 1904 - Santiago, 13 de agosto de 1994) fue un arquitecto y político conservador chileno.

## Familia y estudios
Nació en Lagunilla, Casablanca (Chile), el 16 de julio de 1904; hijo de José David Loyola Alcaíno y Elvira Vásquez Becerra. Realizó sus estudios primarios y secundarios en el Seminario de Santiago, continuando los superiores en la carrera de arquitectura en la Pontificia Universidad Católica (PUC).
Se casó en Santiago, el 17 de septiembre de 1927, con Felicia Opazo Moreno, con quien tuvo seis hijos: Carmen, Alicia, Gustavo Adolfo, Juan Antonio, María Eugenia y Carlos. Este último ocupó el cargo de secretario general de la Cámara de Diputados.

## Carrera profesional
Comenzó a trabajar en la Compañía Carbonífera Lebu, en su oficina de Santiago, donde permaneció durante seis años. También ejerció como secretario del senador Francisco Huneeus Gana, hasta 1926. Luego, se desempeñó como general del diario El Austral de Temuco entre 1927 y 1928, y fue jefe de la sección «Cuentas Corrientes» de El Diario Ilustrado de Santiago, hasta 1929.

## Carrera política
Militó en el Partido Conservador, siendo secretario general de la Convención de la Juventud Conservadora; director general departamental y comunal del partido; y presidente de la Asamblea de Propaganda Conservadora.
Durante los gobiernos de los presidentes Carlos Ibáñez del Campo y Arturo Alessandri, ocupó el cargo de oficial primero administrativo del Ministerio de Fomento, en el Departamento de Hidráulica.

### Diputado
En las elecciones parlamentarias de 1937, fue elegido como diputado por la 20.ª Agrupación Departamental (correspondiente a los departamentos de Angol, Traiguén, Victoria y Lautaro), por el período legislativo 1937-1941. Durante su gestión fue diputado reemplazante en la Comisión Permanente de Educación Pública; en la de Defensa Nacional; en la de Agricultura y Colonización; en la de Trabajo y Legislación Social; e integró la Comisión Permanente de Vías y Obras Públicas. Asimismo, fue miembro de la Comisión Especial Investigadora de las Irregularidades Ocurridas en el Politécnico de Menores "Alcíbiades Vicencio" de San Bernardo, en 1937.
En las elecciones parlamentarias de 1941, fue reelegido como diputado, pero por la 21.ª Agrupación Departamental (Temuco, Imperial y Villarrica), por el periodo 1941-1945. En esta ocasión integró la Comisión Permanente de Defensa Nacional y fue diputado reemplazante en la Comisión Permanente de Vías y Obras Públicas; y en la de Industrias. También integró la Comisión Investigadora del Acorazado Prat, en 1944. A nivel partidista, fue miembro del Comité Parlamentario Conservador, en 1943.
En las elecciones parlamentarias de 1945, obtuvo la reelección diputacional por la misma zona, por el periodo 1945-1949. En esa oportunidad fue diputado reemplazante en la Comisión Permanente de Gobierno Interior; en la de Defensa Nacional y en la de Vías y Obras Públicas; integró la Comisión Permanente de Economía y Comercio. Integró la Comisión Especial para el Estudio del Alza de las Tarifas Eléctricas, en 1946 y 1947. Fue nombrado consejero de la Corporación de Fomento de la Producción (Corfo) en representación de la Cámara de Diputados, entre los años 1946 y 1947.
En las elecciones parlamentarias de 1949, obtuvo por segunda vez la reelección diputacional, por el periodo 1949-1953. Fue diputado reemplazante en la Comisión Permanente de Gobierno Interior; en la de Defensa Nacional y en la de Asistencia Médico-Social e Higiene e integró la Comisión Permanente de Industria.
En las elecciones parlamentarias de 1953, obtuvo por tercera vez la reelección diputacional por la misma zona, por el período 1953-1957; integró la Comisión Permanente de Vías y Obras Públicas y la de Economía y Comercio.
Además, fue miembro de la Comisión Especial Investigadora de la Influencia de las Dictaduras Americanas, en 1955, 1955 y 1956.
En las elecciones parlamentarias de 1957 y 1961, obtuvo también las reelecciones. En estos dos últimos períodos legislativos integró la Comisión Permanente de Economía y Comercio; Comisión Especial de Acusación Constitucional, en 1959 y 1960; y la Comisión del Consejo de Fomento e Investigación Agrícola, 1960. Además ocupó la vicepresidencia de la Cámara de Diputados desde el 24 de mayo de 1961 hasta el 18 de diciembre de 1962.

#### Labor parlamentaria
Como parlamentario, se preocupó de la creación del Liceo de Lautaro; la creación del Departamento de Curacautín y la construcción de importantes obras camineras para el país. Entre las mociones presentadas individualmente, y que se transformaron en ley de la República, destacaron la modificación de la ley n.º 5.181, que otorgaba beneficios a los empleados de las Empresas Bencineras y Petroleras; y la ley n.º 15.906 del 17 de noviembre de 1964.

### Actividades posteriores
Entre otras actividades fue presidente de la Unión Social Católica de San Francisco Solano, y secretario general de la Unión de Centros de la Juventud Católica. En 1962, viajó a Estados Unidos invitado por el Departamento de Estado de ese país.
Fue declarado «hijo predilecto» de la comuna de Perquenco.
Falleció en Santiago de Chile, el 13 de agosto de 1994.

## Historial electoral

### Elecciones parlamentarias de 1965
- Elecciones parlamentarias de 1965, candidato a senador por la Octava Agrupación Provincial de Bío-Bío, Malleco y Cautín (Fuente: Dirección del Registro Electoral, Domingo 7 de marzo de 1965)